# East Fultonham (Ohio)
East Fultonham es un lugar designado por el censo ubicado en el condado de Muskingum en el estado estadounidense de Ohio. En el Censo de 2010 tenía una población de 335 habitantes y una densidad poblacional de 219,23 personas por km².

## Geografía
East Fultonham se encuentra ubicado en las coordenadas 39°50′39″N 82°7′20″O / 39.84417, -82.12222. Según la Oficina del Censo de los Estados Unidos, East Fultonham tiene una superficie total de 1.53 km², de la cual 1.21 km² corresponden a tierra firme y (21.02%) 0.32 km² es agua.

## Demografía
Según el censo de 2010, había 335 personas residiendo en East Fultonham. La densidad de población era de 219,23 hab./km². De los 335 habitantes, East Fultonham estaba compuesto por el 97.01% blancos, el 0.9% eran afroamericanos, el 0% eran amerindios, el 0.3% eran asiáticos, el 0% eran isleños del Pacífico, el 0.3% eran de otras razas y el 1.49% pertenecían a dos o más razas. Del total de la población el 0.9% eran hispanos o latinos de cualquier raza.